# Псы господни (роман Пикуля)
«Псы господни» — последний роман Валентина Пикуля.
Начало работы над романом относится к концу 1980 года. Пикуль не успел закончить этот роман. По замыслу автора, роман должен был состоять из трёх книг. Хронологические рамки трилогии должны были охватить период с момента зарождения ордена иезуитов до 1634 года.
«На кострах» — первая книга трилогии. Она охватывает период с момента зарождения ордена иезуитов и до 1583 года. Главы этой книги были опубликованы супругой писателя Антониной Пикуль.
Второй книге автор дал название «Смутное время». В прологе к этой части В. С. Пикуль планировал рассказать о разорении России, бегстве людей с насиженных мест и появлении Ермака. А начать книгу хотел со смерти Ивана Грозного в 1584 году. Вторая книга должна была охватить период до 1613 года — знаменательного года восхождения на престол рода Романовых.
В планах и набросках третья книга имеет название «Разрушение». Продолжая хронологию предыдущей, третья книга должна была охватить период с 1613 до 1634 года. Здесь планировалось полностью осветить события Тридцатилетней войны.
Автор произведения хотел дать ответ на постоянно мучившие его вопросы: кто такие иезуиты, откуда и с чем пришли на Русь, какую роль сыграли в истории России и Западной Европы.
Данный роман В. С. Пикуль посвятил памяти Ярослава Галана.